# Tewijk
Tewijk of Thevic was een dorp dat op 3 tot 4 kilometer westelijk van 's-Heerenhoek lag, op de plaats van de huidige Total raffinaderij in het industriegebied Vlissingen-Oost. Er is zeer weinig bekend over dit dorp dat reeds omstreeks 1200 a.d. overstroomd is geraakt. 
Op een paar oude kaarten wordt het gehucht/dorp vermeld. Er is geen verdere literatuurverwijzing gevonden. In de jaren 70 bij aanleg van het industriegebied Vlissingen-Oost is er door een aantal amateurarcheologen onderzoek gedaan. Er zijn buiten een aantal funderingen en losse bakstenen geen significante vondsten gedaan.
Bij de aanleg van het industriegebied is er een dikke laag zand over de locatie gestort en is de Total raffinaderij boven de vindplaats gebouwd.